# Guido Hertel (Jurist)
Guido Hertel (* 16. Mai 1903 in Berlin; † 26. Juli 1963 in Frankfurt am Main) war ein deutscher Jurist und Präsident des Bundesrechnungshofes.

## Leben
Am Zweiten Weltkrieg nahm er als Reserveoffizier, zuletzt als Oberleutnant, teil. Nach dem Studium der Rechts- und Staatswissenschaften und dem Referendarexamen promovierte er 1924 zum Dr. jur. Nach dem Assessorexamen übernahm er im Jahr 1925 ein Richteramt. Kurz darauf trat Hertel in die Zollverwaltung ein, wo er 1933 zum Regierungsrat ernannt wurde. In der Zeit der nationalsozialistischen Herrschaft wurde er wegen „Unzuverlässigkeit“ nicht befördert und durfte weder Personal- noch Organisationsfragen bearbeiten.
1939 wurde er zum Kriegsdienst eingezogen. Von 1945 bis 1948 befand sich Hertel in sowjetischer Kriegsgefangenschaft.
Nach seiner Rückkehr trat er in die Finanzverwaltung von Nordrhein-Westfalen ein. Im Jahre 1950 wechselte Hertel in das Bundesfinanzministerium, wo er ab 1953 Abteilungsleiter für den Zollbereich wurde. Im Jahre 1955 übernahm Hertel die Leitung der Abteilung I im Bundesfinanzministerium. Im Mai 1957 wurde er zum Präsidenten des Bundesrechnungshofs und zum Bundesbeauftragten für Wirtschaftlichkeit in der Verwaltung ernannt. Hertel verstarb 1963 im aktiven Dienst.
Hertel war seit seinen Studentenzeiten Mitglied der katholischen Studentenverbindungen K.St.V. Flamberg und K.St.V. Brisgovia Freiburg im Breisgau im KV.
Guido Hertel war Sohn des Architekten und Dombaumeisters Bernhard Hertel.